# Matrice laplacienne
 (septembre 2013).
Si vous disposez d'ouvrages ou d'articles de référence ou si vous connaissez des sites web de qualité traitant du thème abordé ici, merci de compléter l'article en donnant les références utiles à sa vérifiabilité et en les liant à la section « Notes et références ».
Ne doit pas être confondu avec Opérateur laplacien.
En théorie des graphes, une matrice laplacienne, ou matrice de Laplace, est une matrice représentant un graphe.

## Définition
La matrice laplacienne d'un graphe G non orienté et non réflexif est définie par : {\displaystyle L=D-A} où {\displaystyle D} est la matrice des degrés de G et {\displaystyle A} la matrice d'adjacence de G. Formellement :
{\displaystyle L_{i,j}:=\left\{{\begin{matrix}\deg(s_{i})&{\mbox{si }}i=j\\-x&{\mbox{ si }}i\neq j{\mbox{ avec }}x{\mbox{ le nombre d'ar}}{\hat {\mbox{e}}}{\mbox{tes reliant directement }}i{\grave {\mbox{ a }}}j\\0&{\mbox{sinon}}\end{matrix}}\right.}

## Intuition
A la différence de la matrice d'adjacence d'un graphe, la matrice laplacienne a une interprétation algébrique ce qui rend son analyse spectrale fructueuse. 
Plus précisément la matrice {\displaystyle D^{-1}A} correspond à l'opérateur de diffusion sur le graphe. Si {\displaystyle x\in \mathbb {R} ^{n}} correspond à la densité de particules d'un gaz en chacun des {\displaystyle n} sommets du graphe, il est facile de noter que {\displaystyle D^{-1}Ax} correspond à la densité après une itération de la diffusion au cours de laquelle chaque particule se déplace de son sommet à un voisin choisi aléatoirement[réf. nécessaire]. 
Également, la matrice laplacienne peut être vue comme une forme quadratique caractérisant la régularité d'un vecteur {\displaystyle x\in \mathbb {R} ^{n}} au regard de la distance définie par le graphe. En effet, on a la formule suivante: {\displaystyle x^{T}Lx=\sum _{(u,v)\in E}(x(u)-x(v))^{2}}.

## Exemple
| Graphe non orienté | Matrice des degrés | Matrice d'adjacence | Matrice laplacienne |
| ------------------ | --- | --- | --- |
|                    | {\displaystyle \left({\begin{array}{rrrrrr}2&0&0&0&0&0\\0&3&0&0&0&0\\0&0&2&0&0&0\\0&0&0&3&0&0\\0&0&0&0&3&0\\0&0&0&0&0&1\\\end{array}}\right)} | {\displaystyle \left({\begin{array}{rrrrrr}0&1&0&0&1&0\\1&0&1&0&1&0\\0&1&0&1&0&0\\0&0&1&0&1&1\\1&1&0&1&0&0\\0&0&0&1&0&0\\\end{array}}\right)} | {\displaystyle \left({\begin{array}{rrrrrr}2&-1&0&0&-1&0\\-1&3&-1&0&-1&0\\0&-1&2&-1&0&0\\0&0&-1&3&-1&-1\\-1&-1&0&-1&3&0\\0&0&0&-1&0&1\\\end{array}}\right)} |

## Applications
La matrice laplacienne est utilisée par le théorème de Kirchhoff pour calculer le nombre d'arbres couvrants d'un graphe.
Le spectre de la matrice laplacienne est étudiée en théorie spectrale des graphes. Cette étude permet entre autres de définir des méthodes spectrales pour le  partitionnement de graphe.
Si les valeurs propres sont triées {\displaystyle 0\leq \lambda _{1}\leq ...\leq \lambda _{n}}On peut par exemple remarquer que {\displaystyle \lambda _{r}=0} si et seulement si le graphe contient au moins {\displaystyle r} composantes connexes. 

## Variantes

### Graphe pondéré
Plus généralement, soit un graphe non orienté et non réflexif G = (S, A) à n sommets, pondéré par la fonction poids qui à toute arête {\displaystyle (s_{i},s_{j})} associe son poids {\displaystyle p(s_{i},s_{j})}. La matrice laplacienne de G vérifie :
{\displaystyle (L)_{i,j}:=\left\{{\begin{matrix}\deg(s_{i})=\sum _{k=1}^{n}p(s_{i},s_{k})&{\mbox{si }}i=j\\-p(s_{i},s_{j})&{\mbox{si }}i\neq j{\mbox{ et }}(s_{i},s_{j})\in A\\0&{\mbox{sinon}}\end{matrix}}\right.}

### Graphe orienté
Ces définitions peuvent se généraliser aux graphes orientés ; dans ce cas, la matrice laplacienne n'est plus symétrique.

### Matrice Laplacienne normalisée
Dans le cas de certains problèmes notamment l'embedding de graphe, il est préférable de garder les valeurs propres dans l'intervalle {\displaystyle [0,2]} (les valeurs propres de la matrice laplacienne peuvent prendre des valeurs beaucoup plus grandes). On utilise alors une matrice laplacienne normalisée, définie par {\displaystyle {\bar {L}}=D^{-1/2}LD^{-1/2}=I-D^{-1/2}AD^{-1/2}} (pour éviter les divisions par 0, on pose que, lorsque {\displaystyle \deg(s_{i})=0}, alors {\displaystyle (D^{-1/2})_{i,i}=0}). On a alors
{\displaystyle {\bar {L}}_{i,j}:=\left\{{\begin{matrix}1&{\mbox{si }}i=j\\-{\frac {x}{\sqrt {\deg(s_{i})\deg(s_{j})}}}&{\mbox{ si }}i\neq j{\mbox{ avec }}x{\mbox{ le nombre d'ar}}{\hat {\mbox{e}}}{\mbox{tes reliant directement }}i{\grave {\mbox{ a }}}j\\0&{\mbox{sinon}}\end{matrix}}\right.}
La plus petite valeur propre de cette matrice est toujours 0, et la multiplicité de cette valeur propre est égale au nombre de composantes connexes du graphe. Par ailleurs, toutes les valeurs propres sont inférieures ou égales à 2, et la plus grande valeur propre est égale à 2 si et seulement si une des composantes connexes du graphe est bipartite.